# 大伴吹負
大伴 吹負（おおとも の ふけい）は、飛鳥時代の人物。名は男吹負、小吹負（おふけい）とも記される。姓は連。大徳・大伴咋の子。官位は贈大錦中・常道頭。
672年の壬申の乱で、吹負は大海人皇子（天武天皇）側に立って兵を挙げ、飛鳥の倭京に集結中の敵軍を乗っ取って、倭（大和）の方面の将軍になった。及楽山で敗れたが、葦池と中つ道で連勝し、最終的に大和を制圧して難波に進出した。

## 経歴
大伴氏は飛鳥時代の有力氏族だが、孝徳朝の大臣・大伴長徳が没してからは不遇であった。天智朝では兄・馬来田と吹負は病を称して自宅に退いた。二人は次の天皇は大海人皇子に違いないと考え、天智天皇の死後、挙兵しようとして、1-2名の同族と諸々の豪傑、あわせて数十人を集めた。
天武天皇元年（672年）6月24日に大海人皇子が挙兵のために東に向かうと、馬来田はその後を追い、吹負は家に留まった。大友皇子（弘文天皇）は、大海人皇子の反乱を鎮圧するため、使者三人を倭京（飛鳥の古い都）に遣わし、倭京の留守司高坂王と共に兵を集めさせた。吹負は別の留守司坂上熊毛と謀議して、吹負が高市皇子と偽って敵の本営に近づき、同時に熊毛と一部の倭直（倭漢氏）が内応するという計画を立てた。6月29日にまず秦熊を使者として走らせ、高市皇子が来たと叫ばせて、兵士に動揺が走ったところに吹負ら数十騎が馳せつけた。これに熊毛らが呼応すると、他の軍士はこれに従った。大津から派遣された使者で、武器を大友皇子のために輸送する任についていた穂積百足は殺された。他の二人の使者である穂積五百枝と物部日向は捕らえられたが、後に赦されて吹負の軍に加わった。高坂王・稚狭王も味方になった。こうして倭京の軍の指揮権を奪取した吹負は成功を大海人皇子に報じ、将軍に任命された。周辺地域の豪傑が吹負の下に集まり、近江を襲う作戦を立てた。
吹負の軍は7月1日に及楽（奈良）に向かった。途中、河内から敵の大軍が来るとの情報を得た吹負は、坂本財らに兵力各数百の三部隊を委ねて西方に分派した。3日に及楽山に陣した吹負は、荒田尾赤麻呂の言をいれて、古京に守備の兵力を割いた。4日に及楽山で大野果安が率いる近江軍と会戦し、敗れて逃げた。その頃、西に派遣された部隊も敗れて退却した。果安は南に進んで倭京を遠望したが、伏兵があるのではないかと考えて引き上げた。
逃げた吹負は置始菟の騎兵隊に墨坂で出会った。これは美濃国から吹負のために送られた紀阿閉麻呂ら数万の軍の先遣隊であった。金綱井で敗兵を集めた吹負は、まず西に出撃して壱伎韓国の軍と葦池のほとりで戦い、来目を先頭にした騎兵の突撃で勝利を得た。ついで北に備えて犬養五十君の軍と戦った。この戦いで吹負が直率した中つ道の軍は、廬井鯨の小部隊の突撃を受けて苦戦した。吹負の本営を徳麻呂らが支える間に、右翼の三輪高市麻呂と置始菟の部隊が回り込み、鯨を撃退することができた。吹負は倭京に引きあげ、これ以後近江軍は奈良盆地に進攻してこなくなった。
以上の一連の戦いの終わり頃に、近江国では味方の村国男依らが前進を始めた。彼らは7日から交戦を始め、連戦連勝して大津に迫った。7月22日に吹負は他の諸将を北進させ、自らは難波に向かった。難波の小郡で、以西の諸国の国司に命じて官の鍵・駅鈴・伝印を送らせた。同日、近江では大友皇子の軍が瀬田で敗れ、翌日に皇子は自殺した。
壬申の乱の戦域は大別して近江と倭（大和）の二つあり、吹負はその一方の主将として活躍して大きな功績を立てた。しかしながら吹負の乱後の活動は『日本書紀』に記されない。相当の賞があったはずだが、それも見えない。贈位の大錦中は、低くはないが他の壬申の功臣と比べれば決して高くもない。後述の『続日本紀』の記事から、天武天皇の代に吹負が常道頭（常陸国の守）を務めたことが知られる。
天武天皇12年（683年）8月5日卒去。壬申の乱における功労によって、大錦中の冠位を贈られた。
『続日本紀』は天平勝宝元年（749年）閏5月29日の大伴牛養死亡の記事に、「贈大錦中小吹負の男」と記す。また宝亀8年（777年）8月19日の大伴古慈斐の死亡記事は「飛鳥朝の常道頭、贈大錦中小吹負の孫」と書き、あわせて古慈斐が祖父麻呂の子であることも記す。

## 系譜
- 父：大伴咋
- 母：不詳
- 生母不明の子女
  - 男子：大伴牛養（?-749）
  - 男子：大伴祖父麻呂